# (56) Melete
(56) Melete – planetoida z pasa głównego planetoid okrążająca Słońce w ciągu 4 lat i 66 dni w średniej odległości 2,60 j.a. Została odkryta 9 września 1857 roku w Paryżu przez Hermanna Goldschmidta. Nazwa planetoidy pochodzi od Melete, jednej z trzech pierwotnych muz w mitologii greckiej.